# 팬택 베가 넘버 6
팬택 베가 N°6(Pantech VEGA N°6, IM-A860S/K/L)는 팬택이 스카이 베가 넘버 5와 베가 R3의 후속 기종으로 출시한 안드로이드 패블릿 핸드폰이다. 2013년 2월 7일 대한민국 최초로 5.9인치 Full HD로 출시되었다. 2013년 상반기 출시된 Full HD 스마트폰 중 가장 거대한 화면 크기를 자랑한다. 팬택은 베가 넘버 6를 베가 아이언과 함께 투트랙 전략을 선보여, 경쟁사의 프리미엄 스마트폰에 대항하였다.

## 운영 체제/소프트웨어

### 안드로이드 4.4 킷캣
2014년 9월 1일, 안드로이드 4.4.2 킷캣 업그레이드가 완료되었다.

## 기타 업그레이드

### 베가 기프트 팩 업그레이드
2013년 7월 15일, 베가 아이언의 UX를 이용할 수 있는 베가 기프트 팩 업그레이드가 실시되었다.

## 색상
- 블랙
- 화이트
- 핑크

## 기능

### Tablet View
태블릿에서 사용하는 화면 분할 UI를 적용하여 대화면에 최적화 된 사용성을 제공한다.
전화부에서 친구를 찾을 때, 알람 시간을 설정할 때, 음악을 바로 찾아 듣고 싶을 때 Tablet View로 더 빠르게 찾고 설정할 수 있다.

### 멀티 미니 윈도우
뮤직, DMB, V노트, 전자사전, 동영상, 메모의 미니 윈도우에서 카메라, 다이얼, 계산기를 추가하여 멀티태스킹의 영역이 확장되었고, 여러개의 미니 윈도우를 자유롭게 띄워놓고 사이즈를 크고 작게 설정하여 사용할 수 있다.

### V 터치
전면의 LCD 화면만 가능했던 터치를 후면에 적용한 것으로, 손가락 동작에 따라 인터넷 페이지의 스크롤을 움직이거나 앱을 실행하고 전화도 받을 수 있다.

### 리모트 샷
기기 뒷면을 마주대어 연결하는 NFC 태깅의 간편함을 사진 촬영 기술에 접목한 것으로, 두개 스마트폰의 화면을 연결하여 한개의 폰은 거치하여 두고, 멀리 떨어진 곳에서도 친구와 함께하는 멋진 모습의 사진을 찍을 수 있다.

### 파노라마
베가 넘버 6는 동영상을 촬영하듯 자연스러운 파노라마 촬영이 가능하다.

### V 노트
포토샵에서 제공했던 멀티 레이어 기능과 손 글씨, 도형 인식, 필기인식을 지원하여 자유롭고 편리하게 그림을 그릴 수 있다.

### V 프로텍션
휴대폰 분실시 원격제어를 통해 화면 잠금 및 개인정보 삭제가 가능한 기능이다.

## 경쟁 기종
- LG 옵티머스 G 프로
- 삼성 갤럭시 S4